# 2020年体育
本文列举了2020年所发生的主要的体育赛事。
由于COVID-19大流行，全球许多的体育赛事被推迟或取消，包括计划于2021年举办的2020年夏季奥运会和残奥会。

## 空中运动

### 模型飞机
- 2020年3月26日——29日：FAI F1D模型飞机世界锦标赛在 斯勒尼克举办
- 2020年7月31日——8月1日：FAI F4大型模型飞机世界锦标赛在滕斯贝格举办
- 2020年8月3日——8日：2020年FAI F3J滑翔模型世界锦标赛在 特科夫斯基·赫拉多克举办
- 2020年10日——25日：2020年FAI F2 世界遥控飞机模型锦标赛在 Włocławek举办